# RTL Zwee
RTL Zwee – jeden z dwóch programów telewizyjnych RTL Group w Luksemburgu. Kanał rozpoczął nadawanie 15 marca 2004 roku jako Den 2. RTL. 23 marca 2020 zmienił nazwę na RTL Zwee. Skierowany jest przede wszystkim do młodzieży i młodych dorosłych. Większość audycji jest po luksembursku, ale zdarzają się także po niemiecku. Jest dostępny naziemnie przez telewizję cyfrową w tym kraju. Transmituje Ligę Mistrzów UEFA. Inne wybrane audycje to: 
- De Journal
- De Magazin
- Planet RTL
- Planet Hits
- Planet Music
- Planet X-plosiv
- Planet Boulevard